# Кубор (гора)
Кубор (англ. Mount Kubor) — гора гірського хребта Кубор на кордоні провінції Дживака і Сімбу Папуа Нової Гвінеї.

## Географія
Кубор є восьмою за висотою вершиною країни, та другою вершиною хребта Кубор і провінції Дживака — після гори Кабанґама (4104 м) і провінції Сімбу — після гори Вільгельм (4509 м). Висота вершини становить 3969 метри. За іншими даними висота вершини більша на 390 метрів і становить 4359 м, що на 255 метрів більше гори Кабанґами. В цьому випадку топографічна ізоляція гори буде 47,8 км → відносно гори Вільгельм.
Гора розташована в центральній частині країни, у південно-східній частині хребта Кубор, в південній частині провінції Дживака, за 17 км на схід — південний схід від гори Кабанґама і за 48 км на південний захід від гори Вільгельм.